# Contea di Portucale
La contea di Portucale (in portoghese Contado Portucalense) era la denominazione di due diverse contee dell'attuale territorio del Portogallo nel periodo della Reconquista.

## Storia
Nel 585, dopo che i Visigoti ebbero conquistato il regno dei Suebi, il nord dell'attuale Portogallo fece parte del regno dei Visigoti sino a che fu conquistato dagli eserciti arabi, nel 713-714, ed entrò a far parte di al-Andalus, sino a che, durante la reconquista, attuata dal regno delle Asturie contro i musulmani, il re Alfonso II (759-842) terminata la conquista ed il ripopolamento della Galizia, grazie alle vittorie nel nord del Portogallo, iniziò l'insediamento delle popolazioni cristiane anche a sud del fiume Minho.
Poi il regno delle Asturie continuò a consolidare le proprie posizioni in Galizia anche coi successori di Alfonso II, Ramiro I (791-850), Ordoño I (821-866), e Alfonso III (849-910).
Arrivati al fiume Duero, alla foce del fiume fu fondata, nell'868, una contea che prese il nome della cittadina, che si trovava alla foce del fiume, Portucale (Porto) affidata a Vímara Peres, primo conte del Portogallo, vassalla del re delle Asturie, e poi i conti saranno vassalli del regno di León, sino a che, nel 1071, dopo la morte del conte Nuno II Mendes, divenne parte integrante del regno di Galizia.
La contea del Portogallo fu costituita una seconda volta, nel 1093 circa e offerta a Enrico di Borgogna, marito di Teresa di León (1080-1130), figlia illegittima del re di León Alfonso VI (1040-1109), in sottordine al governatore della Galizia, Raimondo di Borgogna (1062-1107), marito di Urraca (ca. 1080-1126), figlia anche lei di Alfonso VI.
Da notare che contea è un termine generico perché i signori del dominio assunsero alternativamente i titoli Comite (conte), Dux (duca) o Princeps (Principe), ed inoltre da questa contea, che era più estesa della precedente, in quanto comprendeva il territorio tra i fiumi Duero e Minho, inclusa la diocesi galiziana di Tui (Spagna), in meno di cinquant'anni, nacque il Regno del Portogallo.

### Sino al IX secolo
Comunque già nell'antichità era definita terra portucalense o provincia portucalense, la zona compresa tra le città di Porto e Braga.
Nel I secolo a.C., nel secondo libro delle “Historiae” di Sallustio (86-34 a.C.) è citata una “Cales civitas” localizzata in Gallaecia, che fu conquistata da un tal Perpena, durante le guerre di Silla (138x-78 a.C.); nel IV secolo, nell'itinerario antonino è citata una provincia denominata Cale o Calem; nel V secolo, Idácio de Chaves (400-469) scrisse di una “Portucale castrum”; inoltre nei registri di San Martino di Braga (518-579) riferendosi al periodo dell'occupazione romana erano citate due cittadine alla foce del Duero, PORTVCALE CASTRVM ANTIQVVM, sulla riva sinistra, e PORTVCALE CASTRVM NOVVM, su quella destra.
Durante il regno dei Suebi, a Potucale fu imprigionato il re svevo, Rechiaro, dopo essere stato sconfitto nella battaglia sul fiume Órbigo, nel 456, dal re dei Visigoti, Teodorico II, che poi, nonostante fossero cognati, lo fece giustiziare. Poi vi fu la rivolta del suo governatore, Agiulfo, che pretendeva di essere acclamato re e, per questo fu giustiziato. Infine l'ultimo re dei Suebi, Andeca, con due sole battaglie, a Portucale ed a Bracara fu battuto e fatto prigioniero dal re dei Visigoti, Leovigildo, nel 585, poi fu deposto, costretto a sottoporsi alla tonsura, e rinchiuso in un monastero a Pax Julia.

Durante il regno dei Visigoti, nella provincia di Gallaecia, vi era la diocesi Portucalense, creata negli ultimi anni del regno svevo, dipendente dal metropolita dell'arcidiocesi di Bracara.
Dopo la conquista araba, del 713-714, la diocesi non sopravvisse e fu restaurata solo dopo la riconquista di Portucale, nell'868.

### La prima contea
Dopo la conquista di Portucale, alla foce del fiume Duero fu fondata, nell'868, una contea che prese il nome della cittadina di Portucale che fu affidata a Vímara Peres, primo conte del Portogallo, vassallo del re delle Asturie. A poco a poco la contea fu ripopolata da popolazioni cristiane, si ampliò acquisendo i territori circostanti, come Braga, Lamego, Viseu, Terras da Feira e Coimbra e fu ripristinata la diocesi.
La città di Coimbra, conquistata circa dieci anni dopo la costituzione della contea, per la sua posizione di cerniera tra il mondo cristiano e quello musulmano, fu creata in contea autonoma da Hermenegildo Gutiérrez (Hermenegildo Guterres in portoghese).
Sul finire del secolo X, le campagne militari dell'hajib, Almanzor, fecero regredire le frontiere nuovamente al fiume Duero.
Nella seconda metà del secolo XI fu ricostituita la contea di Coimbra, dopo che il re Ferdinando I, nel 1064, aveva rioccupato le città di Viseu e Coimbra, portando il confine, con al-Andalus, sino al fiume Mondego; la contea di Coimbra fu poi integrata nella contea del Portogallo.
Garcia, nel 1071 si impossessò della contea del Portogallo, che gli fu sottratta, assieme al regno di Galizia, dai fratelli, Sancho II e Alfonso VI, e, nel 1072, rientrò in possesso sia del regno che della contea, solo per pochi mesi, che il fratello, Alfonso VI lo imprigionò, pur trattandolo, sino alla morte, col rango di re, ed inglobò Galizia e Portogallo nel regno di León.

### La seconda contea

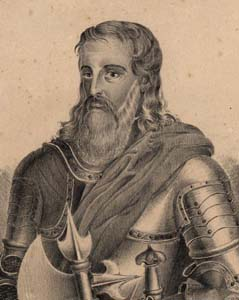
Conte Enrico di Borgogna

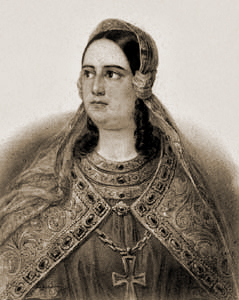
Teresa di León

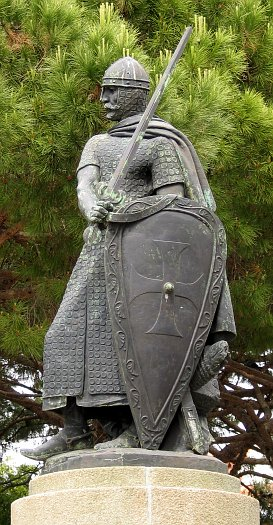
Statua del dux e primo re del Portogallo, Alfonso Henriquez, il Conquistatore nel Castello di São Jorge a Lisbona

Dopo la morte di Garcia, Alfonso VI affidò, nel 1093, il governo del regno di Galizia a Raimondo di Borgogna (1062-1107), marito della figlia Urraca (ca. 1080-1126), mentre il sud del regno di Galizia, la contea di Portogallo fu infeudata, subito dopo (soprattutto per dividere le responsabilità militari di fronte agli attacchi di al-Andalus, guidato dagli imperatori almoravidi), al cugino di questi, Enrico di Borgogna, marito della figlia illegittima Teresa di León (1080-1130).
Enrico governò la contea del Portogallo (a sud del fiume Minho), praticamente in autonomia dalla Galizia, difendendola, con successo, dagli attacchi dei Mori, mentre Raimondo governava il regno di Galizia e pensando di aver diritto a succedere ad Alfonso sul trono di León e Castiglia, convenne col cugino Enrico, che in cambio del suo aiuto, al momento della successione avrebbe concesso a lui il regno di Galizia e Portogallo.
Ma le cose andarono diversamente, Raimondo, che si era recato in Terra santa, nel 1107, premorì ad Alfonso; il regno di Galizia andò alla moglie Urraca che assunse il titolo di regina, e quando a sua volta, Alfonso VI, nel 1109 morì, lasciò unica erede la figlia Urraca, deludendo Enrico che si aspettava il regno di Galizia, incluso il Portogallo.
Urraca era succeduta al padre come regina di Castiglia e León, e i nobili castigliani spinsero la regina a risposarsi, in seconde nozze, nell'autunno del 1109, col re di Aragona e di Navarra, Alfonso I il Battagliero. Furono proclamati entrambi re di Castiglia e di León mentre al giovane erede, figlio di primo letto, Alfonso Raimúndez (1105-1157), veniva assegnata la Galizia, mentre la contea del Portogallo, continuava ad essere governata in modo autonomo da Enrico di Borgogna, che, con l'appoggio della Congregazione cluniacense cercò di intromettersi nei litigi che dividevano Urraca e Alfonso I il Battagliero, per poter ottenere almeno il titolo di re del Portogallo.
Dopo la sua morte (1112) divenne contessa la moglie, Teresa di León, che continuò con la politica di Enrico di Borgogna.
Nel 1114 Urraca e Alfonso I il Battagliero si separarono dando inizio a un periodo di profonda instabilità nel regno, in una situazione di confusa guerra civile tra i sostenitori della regina, di Alfonso di Aragona, di Alfonso di Galizia (appoggiato dal potente vescovo di Compostela Diego Gelmírez) e la contessa del Portogallo Teresa, con continui cambi di alleanza tra le varie fazioni ed il succedersi di ribellioni.
Nel 1121, Diego Gelmirez, promosso arcivescovo di Santiago di Compostela da papa Callisto II, organizzò un complotto con la complicità di Fernando Peres conte di Trava, a cui partecipò anche Teresa (ritenuta l'amante del conte), per portare il nipote del papa, il re di Galizia, Alfonso Raimundez sul trono al posto della madre, che immediatamente attaccò la sorellastra occupando la contea del Portogallo sino al Duero, facendo così fallire il complotto. Alfonso Raimundez però conservò il trono di Galizia e Teresa fece atto di sottomissione.
La fase di instabilità perdurò fino alla morte di Urraca, avvenuta nel 1126. Le successe il figlio Alfonso di Galizia con il nome di Alfonso VII di Castiglia.
Teresa, alla morte della sorellastra, non ritenendosi più vincolata ai patti del 1121, non riconobbe come suo superiore il nuovo re di León e Castiglia, e nella primavera del 1127, Alfonso VII attaccò il Portogallo ed in sei settimane obbligò Teresa a riconoscere la sua supremazia.
Comunque il figlio di Teresa, Alfonso Henríquez, che nel 1128 aveva sconfitto la madre a San Mamede, vicino a Guimarães, si impossessò della contea del Portogallo e non si riconobbe vassallo di Alfonso VII e, nel 1130, dopo la morte della madre, con l'appoggio di parte della nobiltà galiziana, occupò anche il sud della Galizia, che era feudo di Teresa.
Nel 1137, Alfonso Henríquez, appoggiò una rivolta galiziana e quando, dopo la vittoria di Cerneja sulle truppe leonesi, stava per annettersi la Galizia, i Mori attaccarono il sud della contea del Portogallo, sconfiggendolo a Tomar e conquistarono la fortezza di Leiria, appena costruita, nel 1135; allora il re di León e Castiglia, Alfonso VII, che nel 1135 aveva assunto il titolo di Imperatore, radunato un esercito a Tui, invase il Portogallo e, con la pace di Tui, indusse il cugino e tutti i suoi baroni alla sottomissione.

#### Il regno del Portogallo
Nel 1139, Alfonso Henríquez, dopo una vittoria sui Mori, iniziò a considerarsi re del Portogallo e nel 1140 invase ancora la Galizia. Alfonso VII, a Valdevez, gli propose una tregua la quale fu accettata e da quel giorno non annoverò più il Portogallo tra i suoi possedimenti. Nel 1143, a Zamora, fu sancita la pace e di fronte al legato del papa Innocenzo II, in cambio della signoria di Astorga, Alfonso VII riconobbe al cugino Alfonso il titolo di re del Portogallo, che divenne così Alfonso I del Portogallo.

## Etimologia
La contea prese il nome da Portucale, nome col quale dal IX secolo si designava una città situata alla foce del fiume Duero, detta, PORTVS CALE - Porto Cale.
Il nome è un ibrido formato da un termine latino (PORTVS, porto) e un altro greco (καλός [kalós], ossia, bello). Vi sono altre spiegazioni per la parola Cale:
- la più comune è che derivi dalla popolazione preromana che abitava la zona, i Callaeci;
- oppure che il nome derivi da un vocabolo ancestrale irlandese, Cailleach, dopo che la Gallaecia (Galizia e nord del Portogallo) aveva subito un'invasione dei Celti;
- oppure che derivi dalla parola cale o cala, che nel linguaggio celtico significava 'porto' cioè un'insenatura che implicava la presenza di un porto, più antico, di origine celtica, a seguito dell'invasione celtica della Galizia[1];
- infine un'altra teoria propone che Cale derivi da Caladunum.[2]

## Conti del Portogallo

### Casa di Vímara Peres
Furono conti della casa di Vímara Peres (non sempre in linea diretta):
- Vímara Peres (c. 868-873)
- Lucídio Vimaranes (figlio del precedente - 873-?)
- Onega Lucides (figlia del precedente) ∞ Diogo Fernandes (?-prima del 924)
- Muniadona Díaz (figlia dei precedenti) ∞ (926) Ermenegildo González (anche chiamato Mendo I Gonçalves, figlio del conte Gonzalo Alfonso Betote)
- Gonzalo Mendes (figlio dei precedenti) (ca. 950-999; nel 997 si intitolò magnus dux portucalensium)
- Mendo II Gonçalves (figlio [o nipote?] del precedente) (999-1008) ∞ Tutadona Moniz
- Alvito Nunes (discendente da Vímara Peres, affiancò la contessa Tutadona Moniz) (1008-1016)
- Ilduara Menéndez (figlia di Mendo II Gonzalves) ∞ Nuno I Alvites (figlio del precedente) (1016-1028)
- Mendo III Nunes (1028-1050)
- Nuno II Mendes (1050-1071), ultimo conte della famiglia di Vímara Peres, ribellato al re di Galizia, fu sconfitto dallo stesso, García I di Galizia nella battaglia di Pedroso, del 1070,

(Le date tra parentesi indicano il periodo durante il quale esistono documenti che permettono di poter determinare il suo periodo di governo)

### Casa di Borgogna
- Enrico di Borgogna (1095 - 1112)
- Teresa di León (1112 - 1128)
- Alfonso Henriquez (1128 - 1139, col titolo di dux), a cui seguì l'indipendenza del Portogallo.